# Elezioni presidenziali in Messico del 1976
Le elezioni presidenziali in Messico del 1976 si sono tenute il 4 luglio, contestualmente alle elezioni parlamentari.
La candidatura di José López Portillo del PRI non incontrò alcuna opposizione: il PAN, all'epoca unico partito di opposizione riconosciuto, non presentò un proprio candidato, mentre al Partito Comunista Messicano non fu permesso di partecipare alle elezioni in quanto non ufficialmente registrato.

## Risultati
| José López Portillo | PRI-PPS-PARM    | 16 727 993 | 100,00 |  |  |  |  |  |
| Totale              | Totale          | 16 727 993 | 100    |  |  |  |  |  |
|                     |                 |            |        |  |  |  |  |  |
| Voti non validi     | Voti non validi | 878 879    | 4,99   |  |  |  |  |  |
| Votanti             | Votanti         | 17 606 872 |        |  |  |  |  |  |

- Valentín Campa corse come candidato write-in per il Partito Comunista Messicano, all'epoca non ufficialmente riconosciuto. Pertanto i suoi voti vennero conteggiati come "non registrati" o nulli